# 2004 en Tunisie
Chronologie de la Tunisie
- 2000
- 2001
- 2002
- 2003
- 2004
- 2005
- 2006
- 2007
- 2008

Cet article présente les faits marquants de l'année 2004 en Tunisie ou relatifs à la Tunisie.

## Événements
- 14 janvier : la Tunisie est championne d'Afrique de football.
- 17 février : le président Zine el-Abidine Ben Ali rencontre Colin Powell.

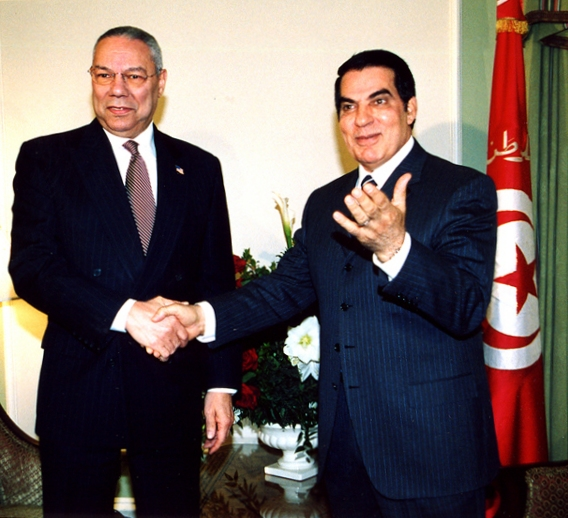
Rencontre entre Powell et Ben Ali (17 février 2004).

- avril : six jeunes hommes et un professeur originaires de Zarzis sont accusés et condamnés en vertu de la loi anti-terroriste à des peines allant jusqu'à treize ans de prison ; deux autres accusés en exil à l'étranger sont quant à eux condamnés à des peines de 26 ans de prison par contumace ; ce procès, souvent appelé « procès des internautes de Zarzis », est considéré comme l'un des premiers procès de la cyberdissidence[1].
- mai : neuf jeunes dont huit étudiants, arrêtés en février 2003 au motif qu'ils avaient l'intention de rejoindre la Palestine, sont condamnés par le tribunal de première instance de Tunis ; le procès connu comme le « procès des jeunes de l'Ariana », d'où sont originaires les prévenus, se solde par des peines allant jusqu'à huit ans et trois mois de prison[2].
- 18-19 juillet : le ministre français des Affaires étrangères, Michel Barnier, est en visite en Tunisie[3].
- 24 octobre : trois opposants, Mohamed Bouchiha, Mohamed Ali Halouani et Mounir Béji, se présentent à l'élection présidentielle boycottée par les autres partis de l'opposition ; le président Zine el-Abidine Ben Ali est officiellement réélu pour un quatrième mandat avec 94,49 % des voix ; la Chambre des députés est désormais composée de 189 députés au lieu de 182.

## Sports
- Tunisie aux Jeux olympiques d'été de 2004
- Tunisie aux Jeux paralympiques d'été de 2004

### Athlétisme
- Championnats de Tunisie d'athlétisme 2004

### Escrime
- Championnats d'Afrique d'escrime 2004

### Football
- Coupe d'Afrique des nations de football 2004
- Finale de la Coupe d'Afrique des nations de football 2004
- Équipe de Tunisie de football en 2004
- Championnat de Tunisie de football 2003-2004
- Championnat de Tunisie de football 2004-2005
- Coupe de Tunisie de football 2003-2004
- Coupe de Tunisie de football 2004-2005

### Haltérophilie
- Championnats d'Afrique d'haltérophilie 2004

### Handball
- Championnat de Tunisie masculin de handball 2003-2004
- Championnat de Tunisie masculin de handball 2004-2005

### Judo
- Championnats d'Afrique de judo 2004

### Volley-ball
- Équipe de Tunisie de volley-ball en 2004
- Championnat de Tunisie masculin de volley-ball 2003-2004
- Championnat de Tunisie masculin de volley-ball 2004-2005

## Culture
- La Danse du vent, film tunisien et quatrième long métrage de Taïeb Louhichi, est tourné en numérique et diffère de ses films précédents par l'accent mis sur la méditation plutôt que sur les grands espaces extérieurs.
- Moolaadé, film sénégalais, réalisé par Ousmane Sembène en coproduction avec la France, le Burkina Faso, le Cameroun, le Maroc et la Tunisie, et sorti en 2004, traite des mutilations génitales féminines, pratiquées dans certains pays africains : il montre la confrontation du moolaadé, le droit à la protection, et de la salindé, l'excision traditionnelle.
- Visa, film de court métrage tunisien réalisé par Ibrahim Letaïef en 2004.
- 23 avril : le Comar d'or est attribué à :
  - El Koronfel la waichou fi essahra, ouvrage en langue arabe de Hédi Thabet (ar) ;
  - L'Émir et les croisés, ouvrage en langue française d'Alia Mabrouk.

## Naissances en 2004
- Naissance en Tunisie en 2004

## Décès en 2004
- Décès en Tunisie en 2004